# Immersione tecnica

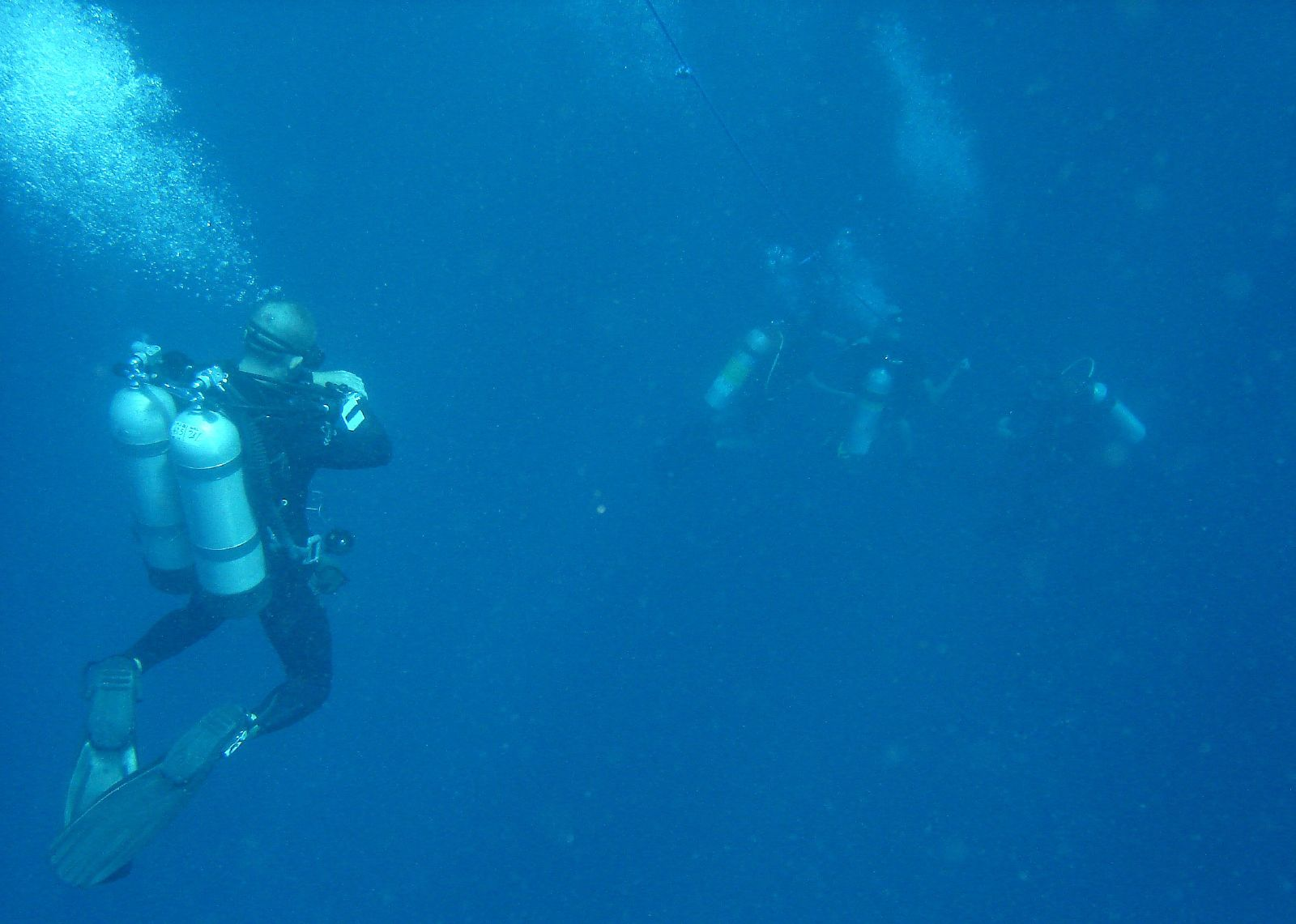
Durante le immersioni tecniche si ha la necessità di effettuare varie tappe di decompressione per permettere l'eliminazione controllata dell'azoto.

Una immersione tecnica è una forma di immersione subacquea che va oltre i limiti di sicurezza dell'immersione sportiva, ad esempio profondità o durata. L'immersione tecnica richiede un addestramento avanzato, una grande esperienza ed attrezzatura specifica.

## Definizione
Sono considerate immersioni tecniche quelle condotte con miscele di respirazione diverse dalla semplice aria. Ad esempio, un'immersione condotta entro i limiti dei 40 metri con miscele di decompressione diverse dalla miscela di fondo è considerata un'immersione tecnica.
A queste si aggiungono anche tutti quei tipi di immersione che non vengono svolte in ambienti "comodi", ma difficili da raggiungere e che presentano un notevole rischio nella conduzione dell'immersione (ad esempio grotte).
La definizione di immersione tecnica nasce da alcuni limiti imposti dalla fisiologia umana e dal comportamento dei gas disciolti nell'aria, con l'aumento delle profondità. Normalmente si assume per regola una respirabilità dell'aria all'incirca fino a 40 metri (limite sportivo), ma il calcolo non deve considerare la profondità quanto la pressione parziale dell'ossigeno. Le didattiche tecniche di questi tempi considerano accettabili una Pressione parziale di ossigeno entro i limiti di 1,4 bar (con alcune eccezioni estendibile a 1,6) che di conseguenza, respirando aria, ad una profondità massima pari a 56 metri. Oltre questa soglia si incorre in un aumento della tossicità dell'ossigeno, che può portare a spiacevoli incidenti in immersione. Per questi motivi si devono utilizzare miscele diverse dalla comune aria che, pur limitando gli effetti "negativi" di un'iperossia, aumentano altri rischi e richiedono quindi un addestramento specifico superiore a quello richiesto per un'immersione sportiva.

### Profondità

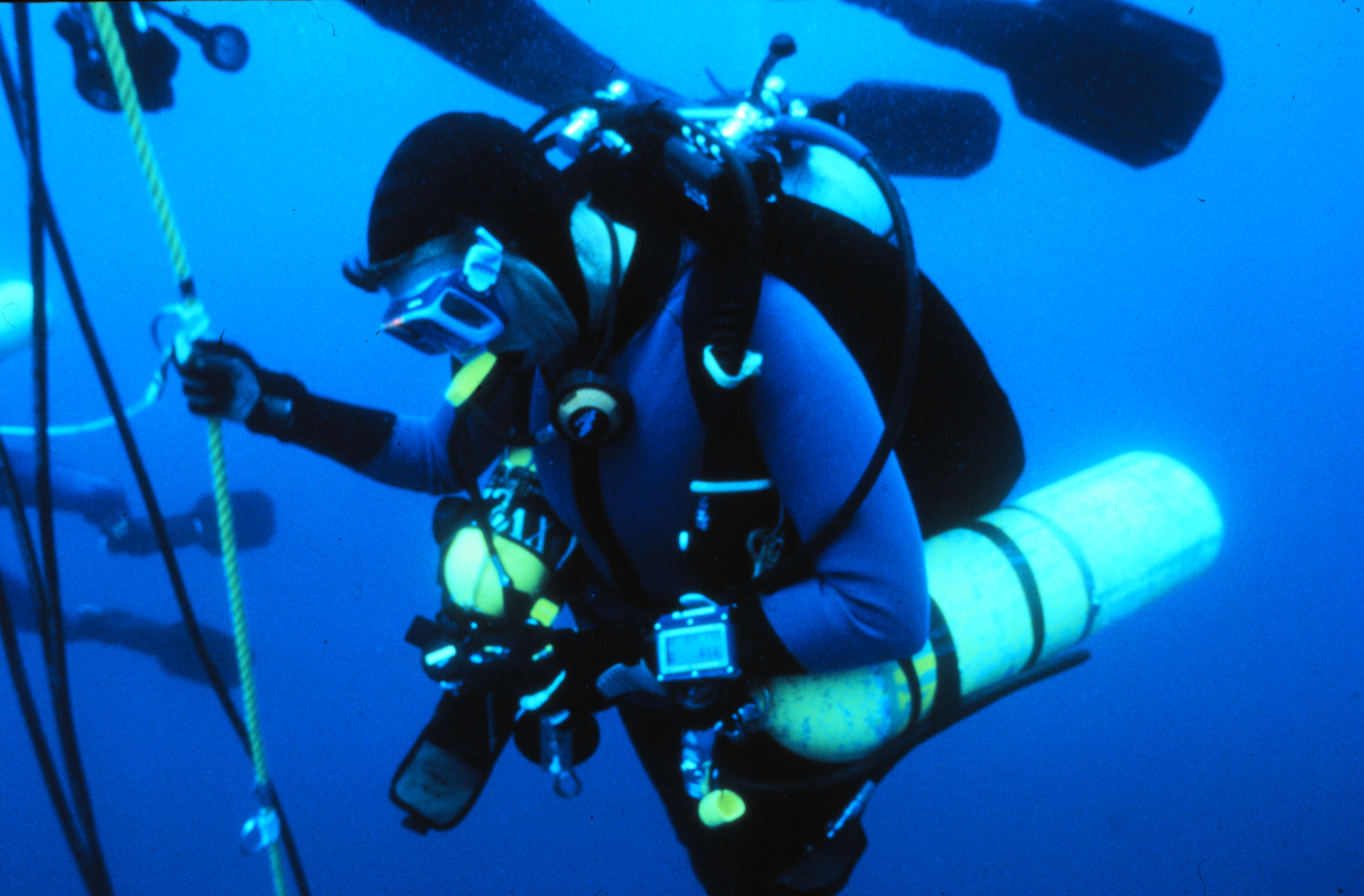
Decompressione dopo aver utilizzato miscele di gas per un'immersione a 60 metri di profondità.

Per profondità si intende la quota in cui si è in immersione.
Tale quota è fondamentale per calcolare la pressione parziale del gas che si sta respirando, e individuarne quindi i limiti.

### Tappe di decompressione
L'immersione tecnica può essere definita anche in base alla lunghezza dell'immersione stessa, che, richiedendo tappe obbligate per la decompressione, richiede tempi maggiori, usando magari miscele particolari come Nitrox od ossigeno puro. Questa definizione nasce dal fatto che gas metabolicamente inerti, come azoto e elio, sono assorbiti dall'organismo se respirati in condizioni di forte pressione. Bisogna quindi consentire il rilascio graduale di tali gas dai tessuti per prevenire problemi come la malattia da decompressione. Questa forma di immersione richiede una preparazione approfondita ed un'attrezzatura specifica, dato che non è possibile un'ascesa diretta nel caso di problemi sott'acqua.

### Mix di gas
L'immersione tecnica può essere definita anche in base alla necessità di respirare gas differenti dall'aria, come nitrox, trimix, heliox, heliair, hydrox o hydreliox. Questa definizione deriva dal fatto che la respirazione di mix di gas con una concentrazione di ossigeno pari a quella dell'aria (circa 21%) a profondità maggiori di 50-60 metri (quindi con pressione parziale di O2 maggiore di 1,6 bar) risulta assai pericolosa per via della tossicità dell'ossigeno. Questo causa sintomi gravi, come allucinazioni visive e uditive, perdita del controllo muscolare e sincope. L'aumento della profondità provoca la narcosi da azoto, che può essere prevenuta però riducendo la percentuale di azoto nella miscela, sostituendolo solitamente con dei gas più volatili e che quindi favoriscano anche la desaturazione, come l'elio (trimix), oppure eliminandolo completamente dalla miscela, utilizzando gas come l'idrogeno o ancora l'elio (Hydrox, Hydreliox, Heliox).

### Difficoltà nella risalita
L'immersione tecnica è indicata talvolta dall'impossibilità di una risalita diretta in superficie, per via di ostruzioni o ostacoli tecnici: in particolare tappe di decompressione obbligatorie o un impedimento fisico. Ad esempio immersioni in grotta, a grandi profondità, sotto superfici ghiacciate o all'interno di un relitto.

## Equipaggiamento
L'immersione tecnica richiede un'attrezzatura specifica per essere praticata. Spesso, per via della durata dell'immersione, si ha la necessità di aumentare il numero di bombole o di utilizzare un rebreather e, nel caso di lunghe decompressioni, si deve disporre di apposite bombole di riserva alle quote di decompressione.

## Didattica
L'addestramento per questo tipo di immersione è specifico e approfondito, dato che bisogna spesso spingersi oltre i normali limiti di un'immersione sportiva. Alcune associazioni hanno corsi appositi per questo tipo di immersione; esistono inoltre didattiche che si dedicano soltanto alla subacquea tecnica; citiamo ad esempio la GUE, la UTR, la PSAI, la SNSI, la IANTD, il TDI, la NAUI Tec, la PSS, la TSA, l'ANDI, la PTA e la DSAT Tec Rec.la CEDIP SIAS Queste sono solo alcune delle tante didattiche disponibili, con standard di insegnamento abbastanza simili tra loro. Alcune di queste didattiche inoltre propongono nei loro programmi anche corsi ricreativi.